# Conepatus leuconotus
Lo skunk dal naso di porco (Conepatus leuconotus Lichtenstein, 1832) è un piccolo carnivoro della famiglia dei Mefitidi originario del Nord e Centroamerica; con una lunghezza che può raggiungere i 93,4 cm, è una delle moffette più grandi del mondo. Recenti studi hanno dimostrato che lo skunk dal naso di porco occidentale (nota in passato come C. mesoleucus) appartenga in effetti alla stessa specie di quella orientale (C. leuconotus).
In Texas, la specie è nota comunemente come Rooter Skunk, la «moffetta che sradica», per l'abitudine di dissotterrare radici e rivoltare rocce e detriti quando è in cerca di cibo.

## Descrizione

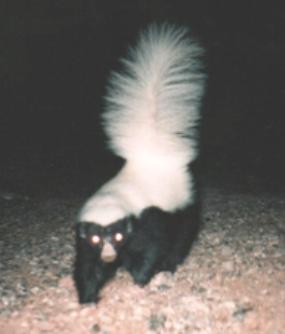
Moffetta dal naso di porco.

La principale caratteristica dello skunk dal naso di porco è la larga striscia bianca che si estende dalla sommità del capo alla base della coda, essa stessa completamente bianca. È l'unica moffetta priva di una macchia o di una striscia bianca tra gli occhi, e ha il corpo quasi del tutto nero. Il muso di C. leuconotus è relativamente lungo, con un disco nasale privo di peli, e ricorda il naso di un piccolo porcellino. Il disco nasale (largo 2 cm e lungo 2,5 cm) è circa tre volte più largo di quello di Mephitis mephitis. Le orecchie sono piccole e arrotondate, e gli occhi relativamente piccoli. Il pelo è corto e ruvido.

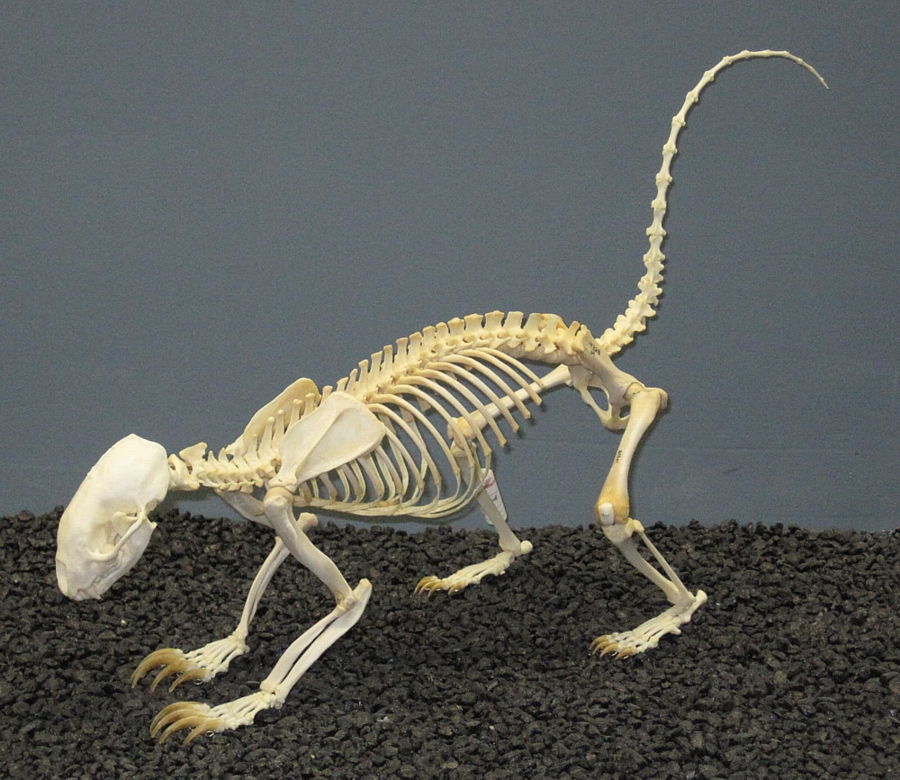
Scheletro di C. leuconotus.

Lo skunk dal naso di porco ha zampe tozze e piedi plantigradi (cioè con l'intera pianta che poggia sul terreno). I piedi posteriori sono larghi, con piante glabre per circa metà della lunghezza. La parte superiore del corpo è robusta, e gli artigli delle zampe anteriori sono molto lunghi. L'animale misura 44,4-93,4 cm di lunghezza e pesa circa 1130-4500 g. Anche la moffetta comune ha dimensioni simili, ma ha corpo più breve e coda più lunga dello skunk dal naso di porco. I maschi pesano in media il 10% in più delle femmine.
Lo skunk dal naso di porco è una creatura fatta per scavare, e rispetto ai suoi simili ha una forma che ricorda più i tassi. Le scapole rettangolari, le zampe anteriori robuste e la forma degli omeri di C. leuconotus, infatti, ricordano quelle dei tassi. Le narici sono site ventralmente e si aprono verso il basso. Il senso dell'olfatto è molto sviluppato, e il naso viene utilizzato per individuare e catturare prede poste nel sottusuolo. Questa moffetta è anche una buona arrampicatrice, sebbene non sia così agile come gli skunk macchiati del genere Spilogale.

## Biologia
Lo skunk dal naso di porco è onnivoro, e si nutre prevalentemente di insetti e vegetali, sebbene catturi anche piccoli mammiferi e rettili se ne ha la possibilità. Sebbene venga talvolta considerato dannoso dai coltivatori di cereali a causa delle sue abitudini di scavatore, non nuoce affatto alle coltivazioni, dal momento che predilige generalmente gli insetti alle piante coltivate. Come tutte le moffette, è dotato di ghiandole anali utilizzate per scoraggiare eventuali assalitori.
C. leuconotus si riproduce tra la fine di febbraio e i primi di marzo; alla fine di marzo, quasi tutte le femmine adulte risultano gravide. Di solito, la gestazione dura circa 60 giorni. Le nascite avvengono in aprile e maggio. Giovani a metà dello sviluppo sono stati osservati alla fine di luglio e a metà agosto, e alla fine di quest'ultimo mese essi iniziano ad allontanarsi dalla madre. Il numero dei piccoli per parto varia da uno a cinque, ma la maggior parte delle nidiate è composta da due a quattro piccoli.

## Distribuzione e habitat
C. leuconotus è presente in una vasta area compresa tra le regioni meridionali della Costa del Golfo degli Stati Uniti d'America e il Nicaragua, attraverso Messico, Guatemala e Honduras. È presente in canyon, ai margini dei torrenti e sui terreni rocciosi. In Messico la sua presenza è stata riscontrata in una vasta gamma di habitat, come boscaglie desertiche e praterie di mesquite, aree tropicali, montagne, pianure costiere, zone agricole circondate da boscaglie o adiacenti a distese erbose e boschetti di acacie corna di toro, boscaglie spinose, e foreste rivierasche, caratterizzate da querce, pecan, sicomori e cachi del Texas, con sottobosco di rovi e piante erbacee. Vive inoltre in foreste miste di pini e querce, nonché nei boschetti di cactus. Nella Contea di Kleberg, in Texas, C. leuconotus è presente nelle distese di mesquite, nei pascoli e nelle aree di prateria primigenia, utilizzate esclusivamente per l'allevamento del bestiame. Nelle regioni del Texas meridionale che ospitano questa specie, la vegetazione principale è costituita da arbusti spinosi e cactus.

## Conservazione
Sebbene sia molto diffuso in tutto il suo areale, una sottospecie di C. leuconotus, C. l. telmalestes, endemica del Texas sud-orientale, è attualmente considerata estinta dalla IUCN.
In generale, questa specie è considerata a basso rischio dai conservazionisti, ma a livello locale è considerata in pericolo in alcuni Stati. In Colorado, ad esempio, la specie è stata dichiarata «in pericolo critico (meno di 1000 esemplari)» nel 2006. Nel Nuovo Messico e in Oklahoma, sempre nello stesso anno, è stata dichiarata «in pericolo (meno di 3000 esemplari)». La situazione, tuttavia, è molto diversa in Texas e Arizona; in questi Stati la popolazione è così numerosa da poter essere legalmente cacciata in ogni periodo dell'anno ed essere designata «animale da pelliccia» dal Servizio Forestale degli Stati Uniti.

## Tassonomia
Attualmente gli studiosi ne riconoscono tre sottospecie, delle quali una molto probabilmente scomparsa:
- C. l. leuconotus Lichtenstein, 1832 (Texas, Nuovo Messico, Arizona, Messico, Guatemala, Honduras e Nicaragua);
- C. l. figginsi F. W. Miller, 1925 (Colorado);
- C. l. telmalestes Bailey, 1905 † (Texas sud-orientale).